# Ronde van Frankrijk 2006/Veertiende etappe
De veertiende etappe van de Ronde van Frankrijk 2006 werd verreden op 16 juli 2006 tussen Montélimar en Gap over 180,5 km.

## Verloop
De etappe start onrustig, met een heleboel aanvallen. Daarin springt ook Michael Boogerd mee en hij pakt de eerste bergpunten. Uiteindelijk blijft een groep van 4 renners wel weg, met daarbij Commesso, Fédrigo, Kessler, en Aerts. Verbrugghe en Cañada weten later nog bij het viertal vluchters aan te sluiten.
Op 35km van de meet is er een valpartij in de kopgroep. Verbrugghe kan de bocht niet halen en valt over de vangrail. Ook Cañada glijdt in dezelfde bocht onderuit waardoor Kessler niets anders kan als uitwijken en ook vallen. Later blijkt dat Verbrugghe zijn been heeft gebroken, en Cañada zijn sleutelbeen, waardoor beiden moeten opgeven. Kessler komt met de schrik vrij en laat zich even later in lopen door het peloton. De drie overgebleven vluchters blijven vooruit, en op de slotklim moet Aerts lossen bij Fédrigo en Commesso.
Het peloton komt steeds dichterbij op de slotbeklimming onder aanvoering van Rabo-renners Boogerd en Rasmussen. Boogerd probeert op de top nog even te ontsnappen, maar wordt in de afdaling teruggepakt. Commesso en Fédrigo zijn aan de meet het peloton net voor, en Fédrigo sprint naar de zege. Vandevelde springt in de laatste kilometer nog weg uit de groep en wordt derde.
Proloog ·
1e etappe ·
2e etappe ·
3e etappe ·
4e etappe ·
5e etappe ·
6e etappe ·
7e etappe ·
8e etappe ·
9e etappe ·
10e etappe ·
11e etappe ·
12e etappe ·
13e etappe ·
14e etappe ·
15e etappe ·
16e etappe ·
17e etappe ·
18e etappe ·
19e etappe ·
20e etappe
Startlijst · Eindstanden · Afbeeldingen